# 埼玉県道77号行田蓮田線

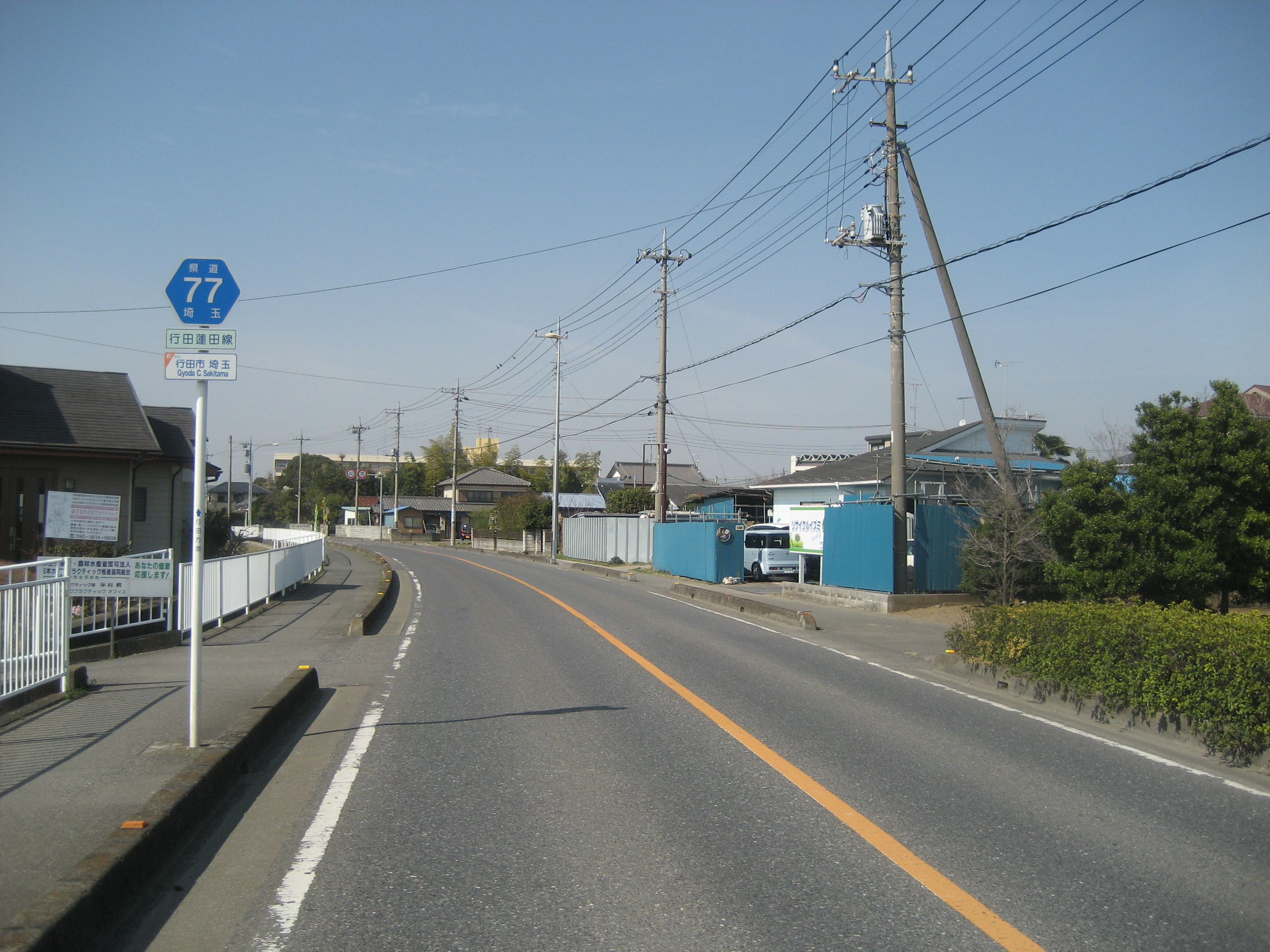
行田市埼玉（さきたま）付近

埼玉県道77号行田蓮田線（さいたまけんどう77ごう ぎょうだはすだせん）は、埼玉県行田市の埼玉県道128号熊谷羽生線（元国道125号）から埼玉県蓮田市の国道122号までを結ぶ、約21 kmの県道（主要地方道）である。

## 概要
全線に渡って国道17号や国道122号と並行しており、一見すると両国道を利用せず行田市と蓮田市を行き来できるように見えるが、久喜市の埼玉県道12号川越栗橋線を境に路線が実質分断されている。また、南行きのみ郷地橋より久喜市との境界まで、大型車の通行が規制されている他、久喜市内には狭く直角カーブの区間が存在する。

## 路線データ
- 起点:埼玉県行田市行田 埼玉県道128号熊谷羽生線 行田市駅入口交差点
- 終点:埼玉県蓮田市大字閏戸 国道122号 閏戸交差点
- 総延長:21.821 km

## 地理

### 通過する自治体
- 埼玉県
  - 行田市
  - 鴻巣市
  - 久喜市
  - 桶川市
  - 蓮田市

### 交差する道路
| 交差する道路                | 交差点名     | 所在地 |
| --------------------------- | ------------ | ------ |
| 埼玉県道128号熊谷羽生線     | 行田市駅入口 | 行田市 |
| 埼玉県道66号行田東松山線    | 佐間         | 行田市 |
| 埼玉県道306号上中森鴻巣線   | 野合新橋     | 行田市 |
| 埼玉県道148号騎西鴻巣線     | 埼玉         | 行田市 |
| 埼玉県道32号鴻巣羽生線      | 屈巣         | 鴻巣市 |
| 埼玉県道32号鴻巣羽生線      | 安養寺       | 鴻巣市 |
| 埼玉県道308号内田ヶ谷鴻巣線 | 郷地橋       | 鴻巣市 |
| 埼玉県道38号加須鴻巣線      | 笠原郵便局   | 鴻巣市 |
| 埼玉県道310号笠原菖蒲線     | ※信号なし    | 久喜市 |
| 埼玉県道312号下石戸上菖蒲線 | 上栢間       | 久喜市 |
| 埼玉県道12号川越栗橋線      | 下栢間       | 久喜市 |
| 埼玉県道12号川越栗橋線      |              | 久喜市 |
| 埼玉県道5号さいたま菖蒲線   | 高虫         | 蓮田市 |
| 埼玉県道87号上尾久喜線      | 井沼         | 蓮田市 |
| 国道122号                   | 閏戸         | 蓮田市 |

### 重複区間
- 埼玉県道32号鴻巣羽生線 安養寺交差点（埼玉県鴻巣市） - 屈巣交差点（埼玉県鴻巣市）
- 埼玉県道12号川越栗橋線 下栢間交差点（埼玉県久喜市） - 交差点名なし（埼玉県久喜市）

### 交差する鉄道と河川
- 忍川「野合橋」
- 武蔵水路「野合新橋」
- 上越新幹線
- 元荒川「大御堂橋」
- 赤堀川「鍋蔓橋」
- 見沼代用水「池田橋」

### 沿道の施設
| 施設                  | 所在地 |
| --------------------- | ------ |
| 天満稲荷神社          | 行田市 |
| 妙音寺                | 行田市 |
| 行田市立行田中学校    | 行田市 |
| さきたま古墳公園      | 行田市 |
| 行田埼玉郵便局        | 行田市 |
| 行田警察署            | 行田市 |
| 行田市立埼玉小学校    | 行田市 |
| 行田市立埼玉中学校    | 行田市 |
| 延命地蔵              | 行田市 |
| 満願寺                | 行田市 |
| 宮殿大権現            | 鴻巣市 |
| 真福寺                | 鴻巣市 |
| 川里明社              | 鴻巣市 |
| 久伊豆神社            | 鴻巣市 |
| 安福寺                | 鴻巣市 |
| 鴻巣市笠原公民館      | 鴻巣市 |
| 鴻巣市立笠原小学校    | 鴻巣市 |
| 笠原郵便局            | 鴻巣市 |
| 上谷総合公園          | 鴻巣市 |
| 正福寺薬師堂          | 久喜市 |
| 久喜警察署小林駐在所  | 久喜市 |
| 久喜市立栢間小学校    | 久喜市 |
| 諏訪神社              | 久喜市 |
| 桶川市環境センター    | 桶川市 |
| 元荒川水循環センター  | 桶川市 |
| 雷電神社              | 蓮田市 |
| 蓮田市立平野小学校    | 蓮田市 |
| 蓮田市立平野中学校    | 蓮田市 |
| 岩槻警察署 平野駐在所 | 蓮田市 |
| 蓮田閏戸郵便局        | 蓮田市 |

## ギャラリー

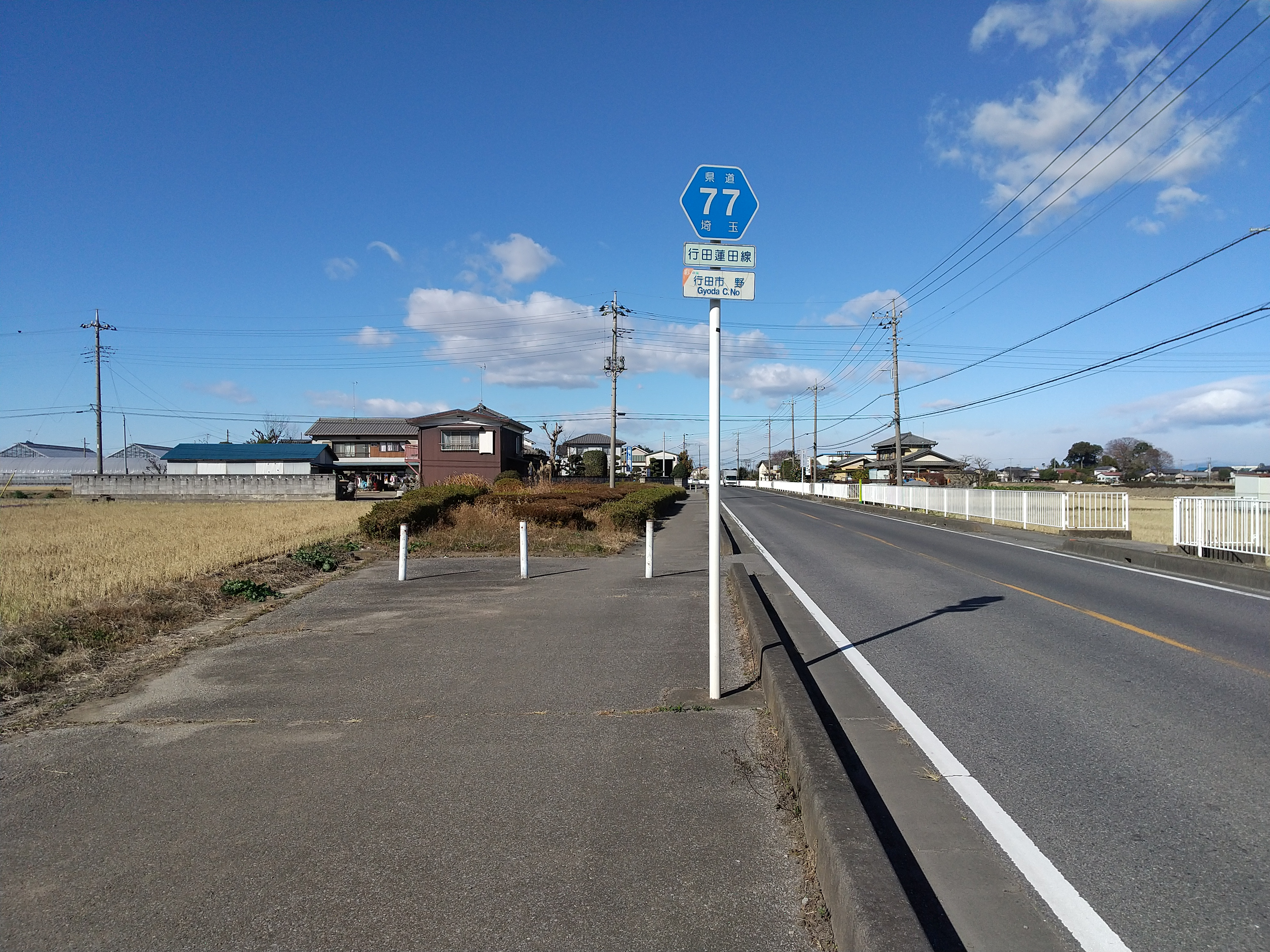
行田市野付近
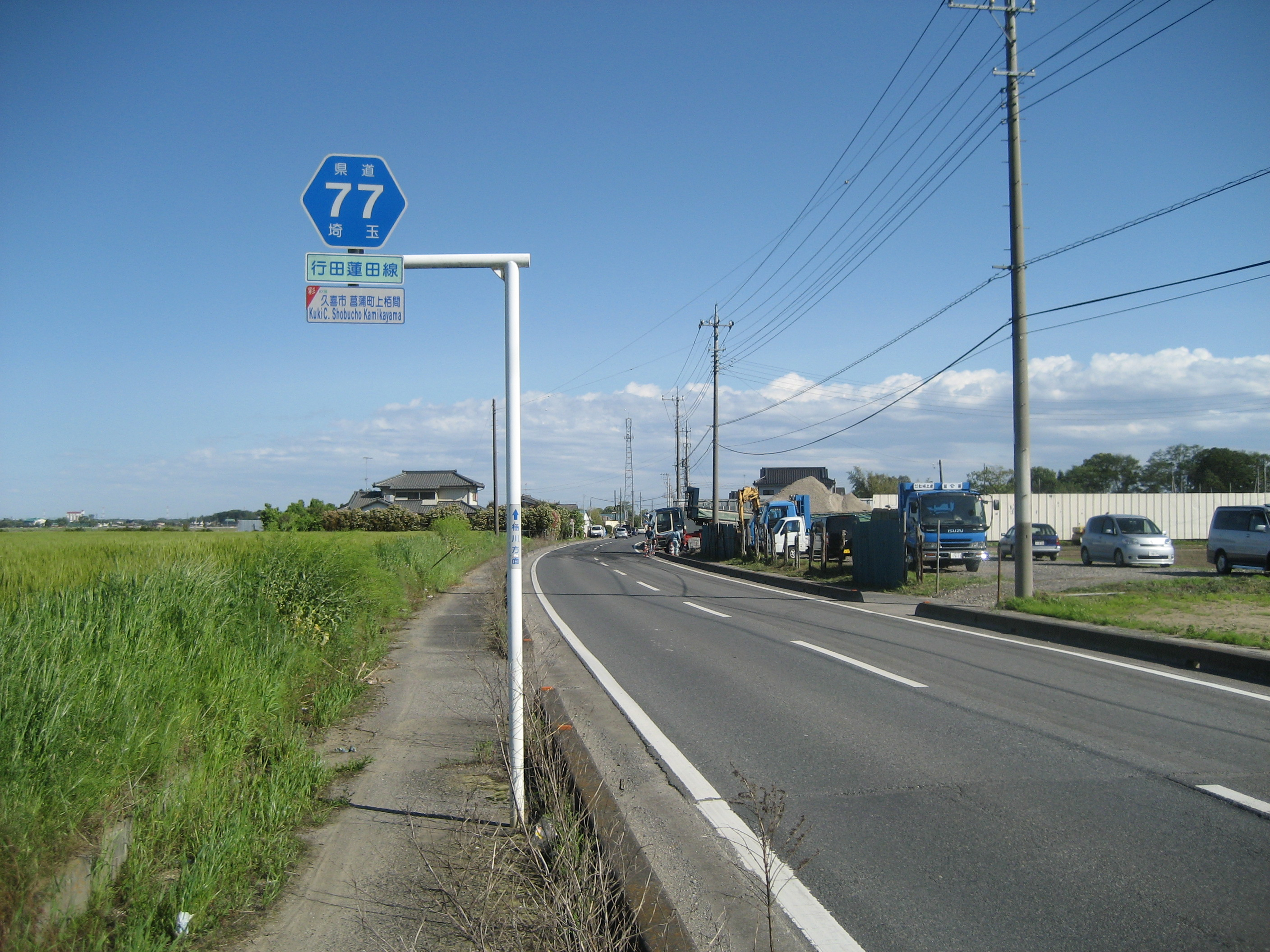
久喜市菖蒲町上栢間付近

## 別名
- 古墳通り（行田市）